# Kostel svatého Jana Křtitele (Teplice)
Kostel svatého Jana Křtitele v Teplicích je římskokatolický děkanský kostel na Zámeckém náměstí v Teplicích. Barokní sakrální stavba bazilikálního typu z roku 1703 je zasvěcena patronovi léčivých pramenů a města Teplice sv. Janu Křtitelovi. Přes léto bývá zpřístupněna i vyhlídková věž s výhledem na centrum města. V kostele se konají pravidelné bohoslužby i koncerty chrámové hudby.

## Historie

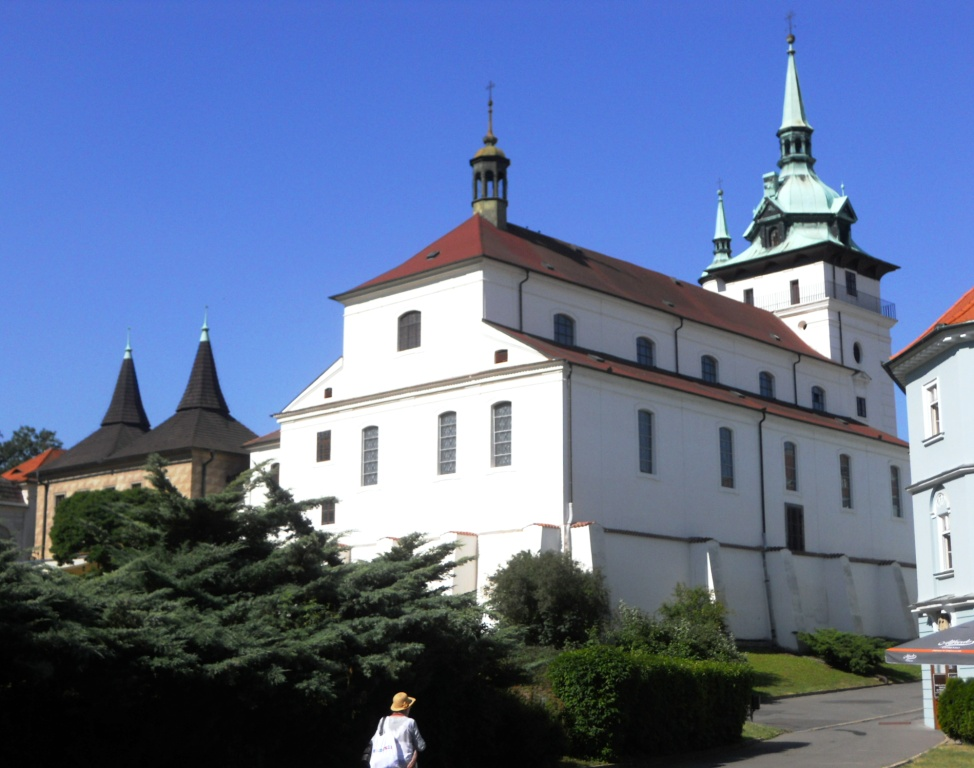
Závěru kostela

Děkanský kostel byl postaven v letech 1585–1594 na starších základech předchozího kostela, který je zmiňován ve Schwenkfeldově popisu lázní. Stavba věže byla dokončena roku 1594. V roce 1645 byla věž snížena. Podle soudobého zápisu v matrice narozených teplického kostela dokončil jeho barokní přestavbu (původní sloh byl prý renesanční) v roce 1710 claryovský stavitel Christian Lagler. Další úpravy proběhly v letech 1789, 1877 a 1890. Po roce 2000 probíhala na kostele oprava fasády a střechy.

## Architektura

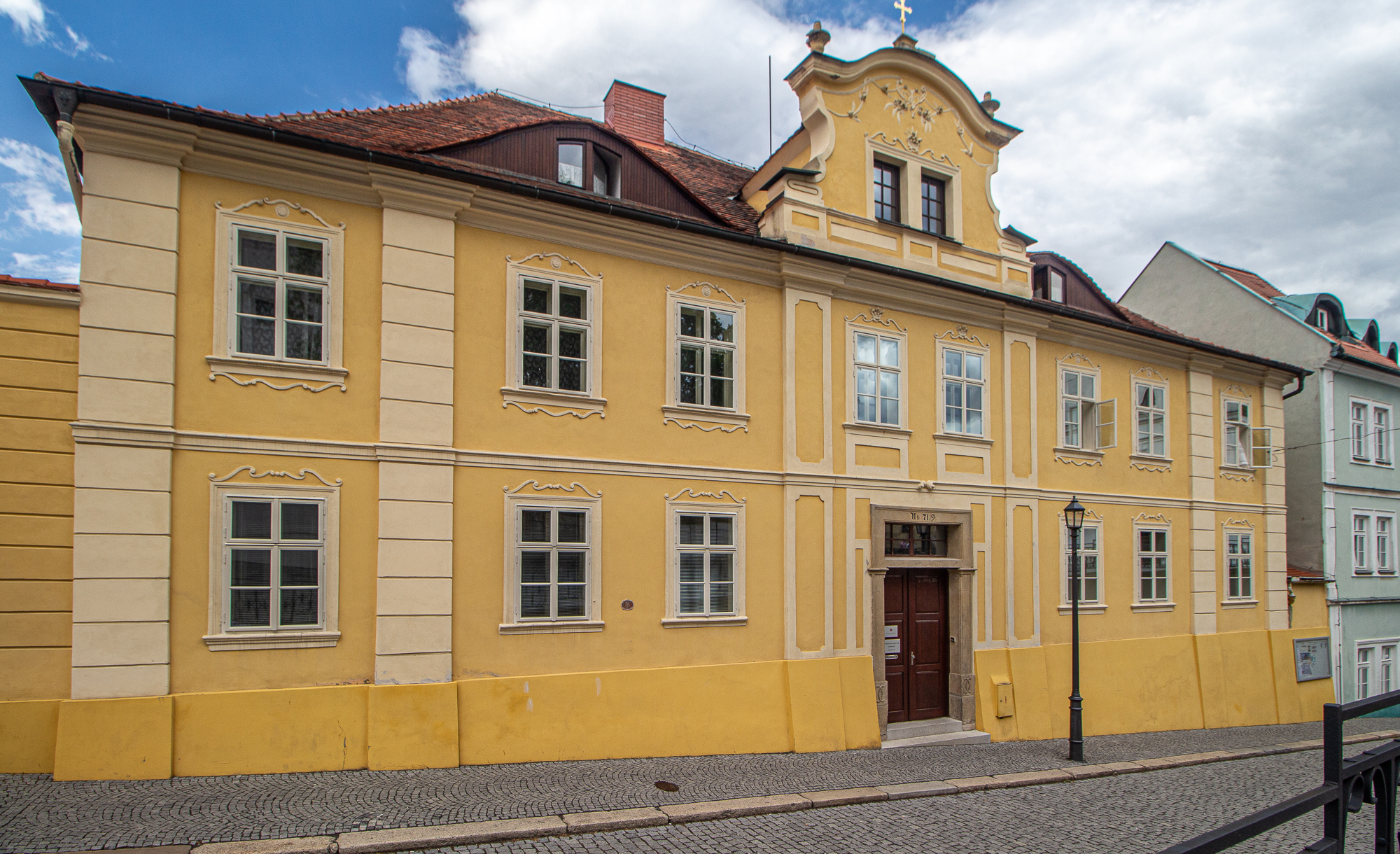
Budova farnosti-děkanství

Kostel je architektonicky koncipován jako trojlodní bazilika s pravoúhlým presbytářem. Fasády kostela jsou hladké, s bosáží na nárožích průčelí. Okna jsou segmentová. V západním průčelí je umístěna hranolová věž s nárožní bosáží a osovým polokruhově zakončeným portálem s trojúhelným frontonem. V nejvyšším patře je hranolová věž zúžena a obehnána pavlačí, za kterou se dříve nacházel byt hlásného. Střecha je kryta přilbovou střechou. K ní přiléhá malá schodišťová válcová věž, která je členěna římsami.
Presbytář má valenou klenbu a trojlodí má klenbu křížovou. Při západní stěně je dvoupatrová kruchta. V patře na stěně věže je nepatrné torzo renesanční fresky a českého nápisu z roku 1594.

## Vybavení

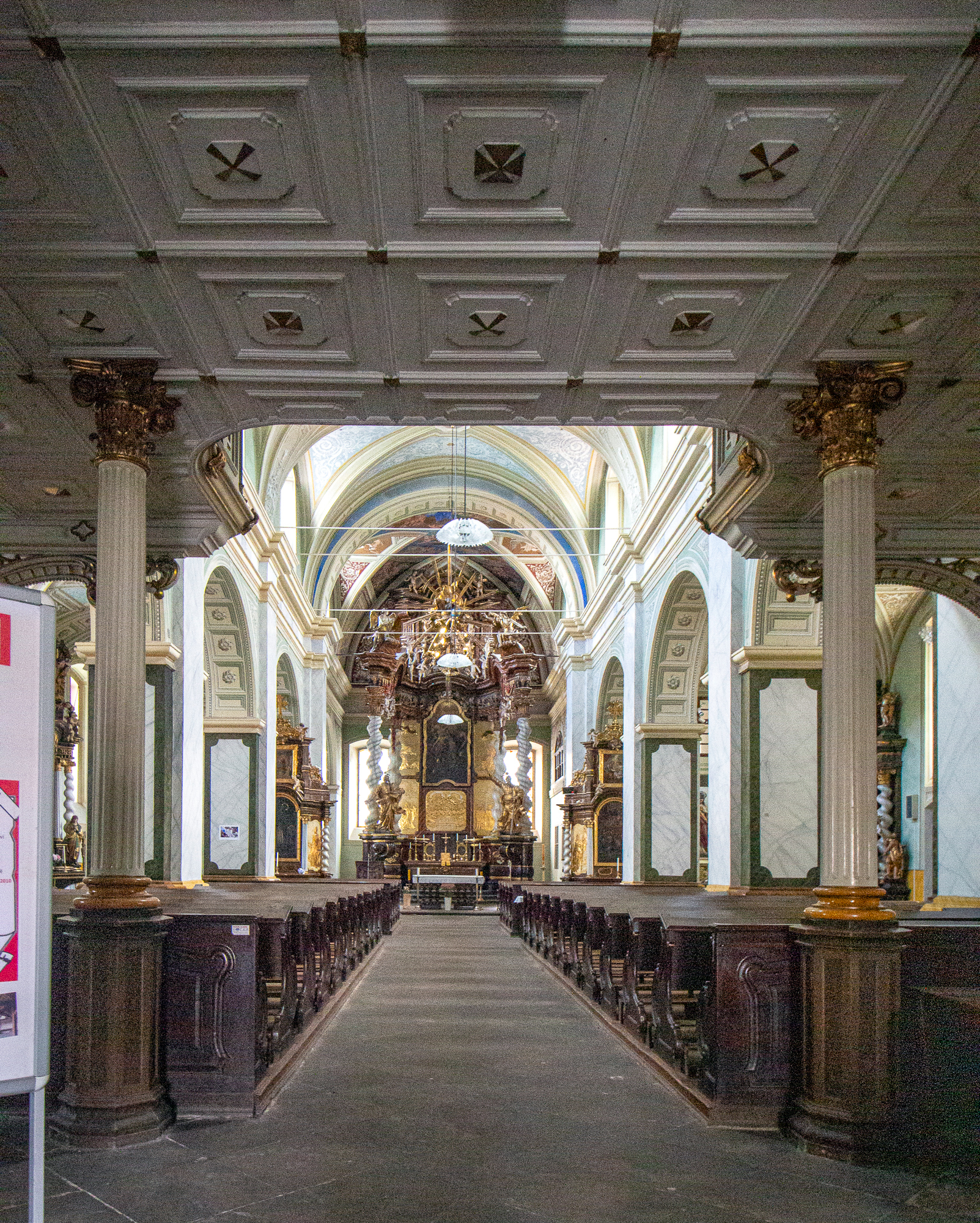
Pohled do lodi kostela

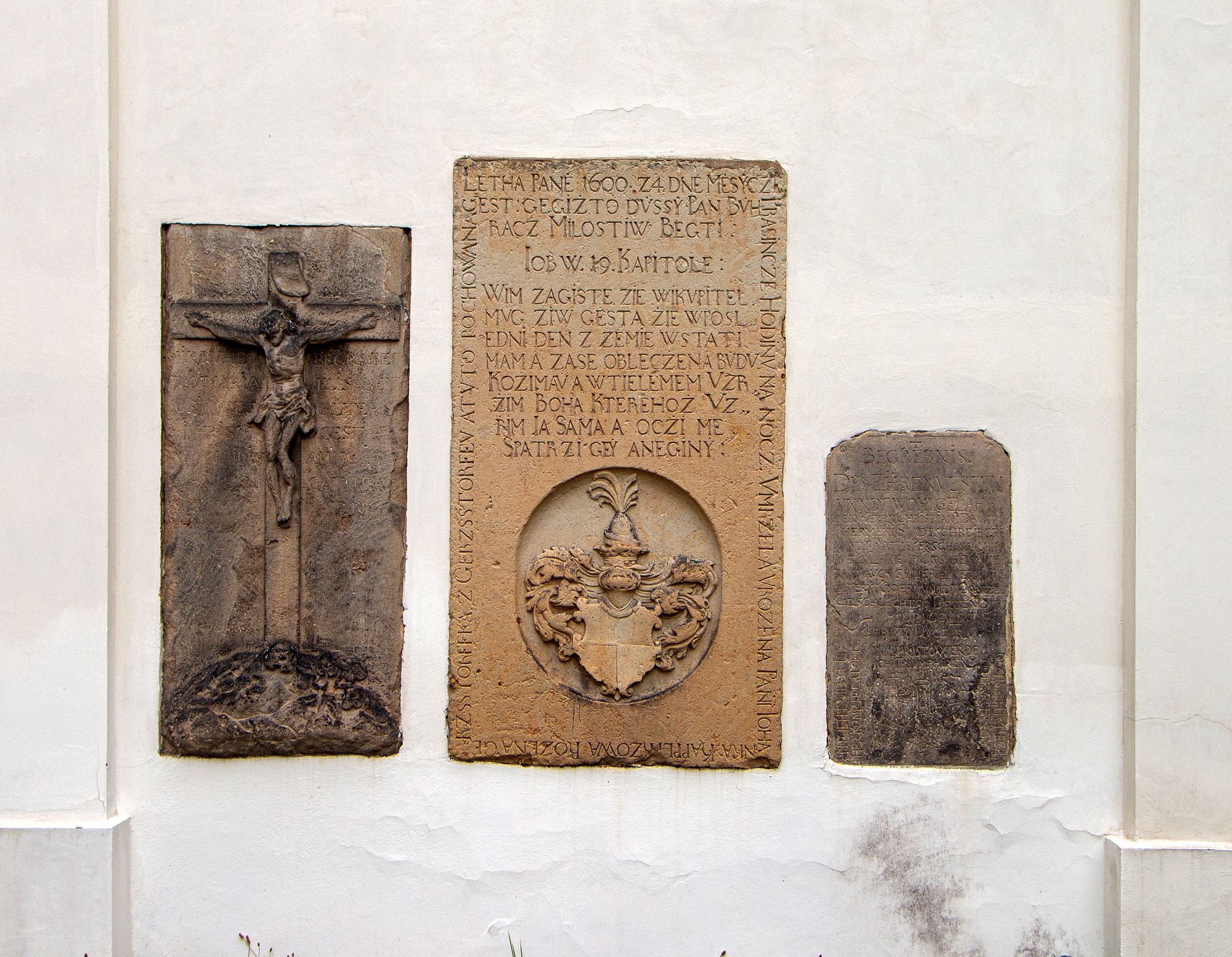
Náhrobníky na zdi kostela ze 17. a 18. století

Zařízení kostela většinou pochází z období kolem roku 1730. Hlavní oltář, který je reminiscencí Berniniho svatopetrského tabernáklu, je dílem Teplického mistra z doby kolem roku 1730. Před oltářem jsou volné sochy sv. Petra a sv. Pavla. Točité sloupy jsou spojeny s vlastní stavbou oltáře, jehož střed tvoří obraz Křest Kristův, snad z dílny Petra Brandla. Oltář je lemovaný plochými reliéfy Teplického mistra: dole se nachází Poslední večeře, po stranách čtyři výjevy z Olivetské hory, nad římsou reliéf Nejsvětější Trojice a skupina andělů. Boční oltáře pocházejí z období kolem roku 1730: oltář sv. Jana Nepomuckého je portálový s obrazem sv. Jana Nepomuckého a sv. Prokopa jehož autorem je též Teplický mistr. Obraz je umístěný mezi dvojicemi bočních sloupů. V nástavci je překryt plochý reliéf novějším obrazem. Protějškový oltář Čtrnácti svatých pomocníků s reliféry sv. Václava a sv. Ludmily je vybaven obrazem z okruhu P. Brandla. Oltář v závěru boční lodi je od Teplického mistra. Je na něm obraz Svaté rodiny (tzv. Příbuzenstvo Kristovo). Pochází z poloviny 19. století a je na něm kopie podle obrazu V.V. Reinera. Je doplněn sochami sv. Antonína a světice s ratolestí s knihou mezi dvojicemi bočních sloupů. Nahoře má Boží oko a anděly. Oltář Svatého Kříže je portálový, sloupový, s volnou plastikou krucifixu před obrazem krajiny. Oltář sv. Barbory je portálový, sloupový, s obrazem světice a sochami sv. Ambrože, sv. Jana Křtitele, sv. Karla Boromejského a františkánského světce. V jeho nástavci jsou sochy čtyř světců.
Na kazatelně jsou ploché reliéfy zobrazující evangelisty a socha Krista na stříšce. Z období kolem roku 1730 pocházejí také dvě zpovědnice s plochými reliéfy sv. Máří Magdalény a sv. Petra od Teplického mistra. Cínová křtitelnice z období 1511–1517 má čtyři reliféry [zdroj?] světců a je opatřená nápisem.
V kostele se nacházely varhany zhotovené kolem roku 1700 severočeskou varhanářskou rodinou Flecků, které byly později přemístěny do kostela sv. Petra a Pavla v Křemýži.

## Hrobka a náhrobníky
Kolem kostela byl hřbitov, který byl zrušen, z něj zůstaly pouze hrobky. Pod kostelem v severní boční lodi se nachází rodová hrobka Clary-Aldringenů, v jižní boční lodi hrobka rodu Vchynských ze Vchýnic s cínovými rakvemi a českými nápisy. V podlaze pod lavicemi je náhrobek Šebestiána z Gutštejna (1578), pamětní desky Pavla Antoniewicze (hejtman litevský, 1664) a paní Mikanové (1764). 
Na jižní vnější stěně kostela je renesanční náhrobní kámen Johanky Kaplířové, rozené Gerštorfové z Gerštorfu z roku 1600 s českým nápisem a erbem. Dále je zde barokní náhrobník s reliéfem krucifixu (a jménem Maria Elisabeth) z roku 1711 a nápisový náhrobník městského písaře Christiana Da Thermen.